# هارالد روزنتال
هارالد روزنتال (بالألمانية: Harald Rosenthal)‏ هو أحيائي ألماني، ولد في 9 يونيو 1937 في برلين في ألمانيا.

## وصلات خارجية
- هارالد روزنتال على موقع IMDb (الإنجليزية)